# Linda Evangelista

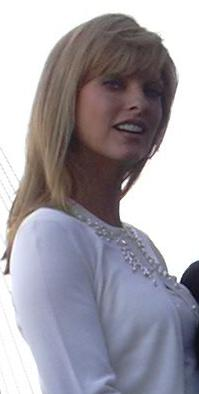
Linda Evangelista (2004)

Linda Evangelista (* 10. Mai 1965 in St. Catharines, Ontario) ist ein kanadisches Model.

## Karriere
Evangelista kommt aus einer italienischen Familie und wurde katholisch erzogen. 1978 entdeckte sie ein Modelscout beim Miss Teen Niagara Contest. Daraufhin zog sie nach New York City, wo sie für die Modelagentur Elite arbeitete. Dort schaffte sie ihren großen Durchbruch; anschließend zog sie nach Paris und war auf allen großen Laufstegen der Welt zuhause. Evangelista wird neben Kolleginnen wie 
Tatjana Patitz, Claudia Schiffer, Naomi Campbell, Cindy Crawford und Christy Turlington zu den sogenannten Supermodels der 1990er Jahre gezählt.
Evangelista ist bekannt für ihre Wandelbarkeit und ihre ständig wechselnden Haarfarben und -schnitte, weshalb sie den Spitznamen „Chamäleon“ erhalten hat. Außerhalb der Laufstege wurde sie durch Auftritte in den Musikvideos Freedom! ’90 und Too Funky von George Michael bekannt.
Ab 2008 machte Evangelista Werbung für L’Oréal und war im Herbst/Winter 2008/2009 das Gesicht der Prada-Kampagne.
Nachdem Linda Evangelista für einige Jahre nicht in der Öffentlichkeit in Erscheinung getreten war, erklärte die 56-Jährige im September 2021, dass sie durch eine Schönheitsbehandlung (Kryolipolyse), die statt zu einer Entfernung zu einer Zunahme von Fettzellen (sog. paradoxe adipöse Hyperplasie) geführt habe, entstellt worden sei. Im Februar 2022 zeigte sie sich auf einem Cover der People erstmals wieder der Öffentlichkeit und erklärte, sie sei „noch nicht damit fertig“ ihre „Geschichte zu erzählen“. Sie werde auch weiterhin ihre Erfahrungen teilen, um sich „von Scham zu befreien, zu lernen“, sich „selbst wieder zu lieben“.

## Privatleben und Wohltätigkeit
Von 1987 bis 1993 war Evangelista mit Gerald Marie von der Agentur Elite verheiratet. 1999 erlitt sie während der Beziehung mit Frankreichs ehemaligem Fußball-Nationaltorhüter Fabien Barthez im fünften Schwangerschaftsmonat eine Fehlgeburt. Am 11. Oktober 2006 brachte Evangelista einen Jungen zur Welt; Vater ist François-Henri Pinault, der inzwischen mit Salma Hayek verheiratet ist.
Evangelista setzte sich für Forschung und Aufklärung von HIV/AIDS und Brustkrebs ein und unterstützte die Elton John AIDS Foundation.

## Zitat
Evangelistas berühmtestes Zitat ist „We don’t wake up for less than $10,000 a day“ („Für weniger als 10.000 Dollar am Tag stehen wir gar nicht erst auf“), das 1990 in einem Interview der Zeitschrift Vogue veröffentlicht wurde.

## Auszeichnungen
- 1996: VH1 Fashion Awards Lifetime Achievement Award
- 2005: Women’s World Award - World Fashion Icon Award